# 马布尔 (科罗拉多州)
马布尔（英語：Marble），是美国科罗拉多州甘尼森县下属的一座城市。建市于1905年3月13日，面积大约为0.395平方英里（1.022平方公里）。根据2010年美国人口普查，该市有人口131人。2011年估计该市有人口131人，相比2010年人口增长率为0.00%。同时，论人口该市是科罗拉多州第247大城市。